# Lexington (Tennessee)
Lexington település az Amerikai Egyesült Államok Tennessee államában, Henderson megyében, melynek megyeszékhelye is. Lakosainak száma 7956 fő (2020. április 1.).

## Népesség
A település népességének változása:

| 2010 | 7 652 |
| 2020 | 7 956 |